# Vitkronad snårskvätta
Vitkronad snårskvätta (Cossypha albicapillus) är en fågel i familjen flugsnappare inom ordningen tättingar.

## Utseende och läte
Vitkronad snårskvätta är en stor och färgglad medlem av släktet, med svart ansiktsmask som sträcker sig ner på hakan. Hjässans vita färg är helt ren i västra delen av utbredningsområdet, med svarta streck i andra delar. Arten liknar rostnackad snårskvätta, men är större, vanligen med svart i hjässan och med svart, ej orange på hakan. Sången består av en snabb och komplex serie melodiska visslingar.

## Utbredning och systematik
Vitkronad snårskvätta förekommer i Afrika i ett band söder om Sahara, från Senegal i Västafrika till sydvästra Etiopien. Den delas in i tre underarter med följande utbredning:
- Cossypha albicapillus albicapillus – förekommer från Senegal till Guinea
- Cossypha albicapillus giffardi – förekommer från Ghana till Nigeria, södra Tchad och norra Kamerun
- Cossypha albicapillus omoensis – förekommer i sydöstra Sydsudan och sydvästra Etiopien

### Familjetillhörighet
Snårskvättor liksom fåglar som rödhake, näktergalar, stenskvättor, rödstjärtar och buskskvättor behandlades tidigare som en trastar (Turdidae), men genetiska studier visar att de tillhör familjen flugsnappare (Muscicapidae).

## Levnadssätt
Vitkronad snårskvätta hittas i täta buskage, trädgårdar och i skog, ofta utmed rinnande vattendrag. Där för den en tillbakadragen tillvaro och upptäcks vanligen på lätena.

## Status
Arten har ett stort utbredningsområde och beståndet anses stabilt. Internationella naturvårdsunionen IUCN listar den därför som livskraftig (LC).

## Bilder

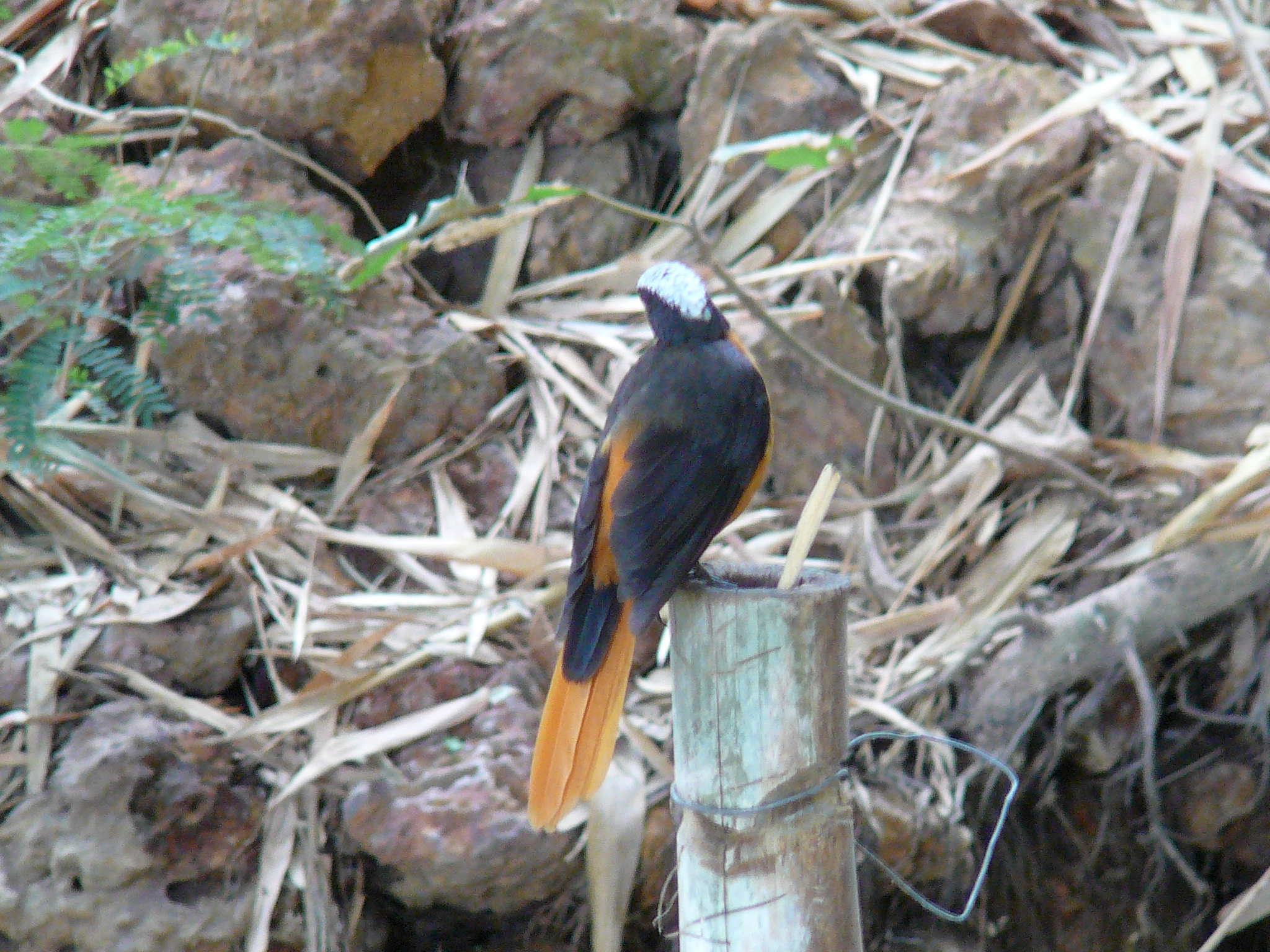
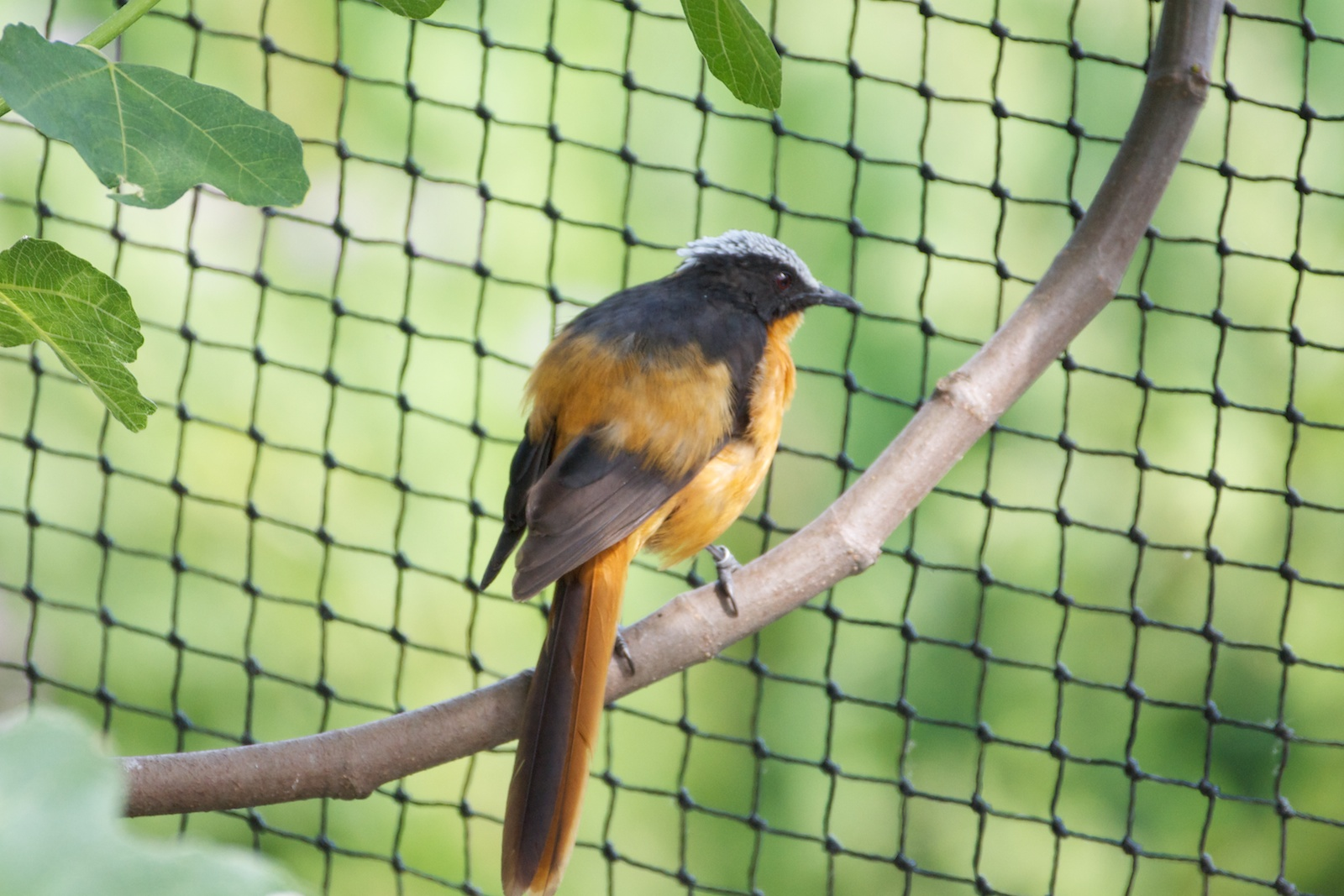
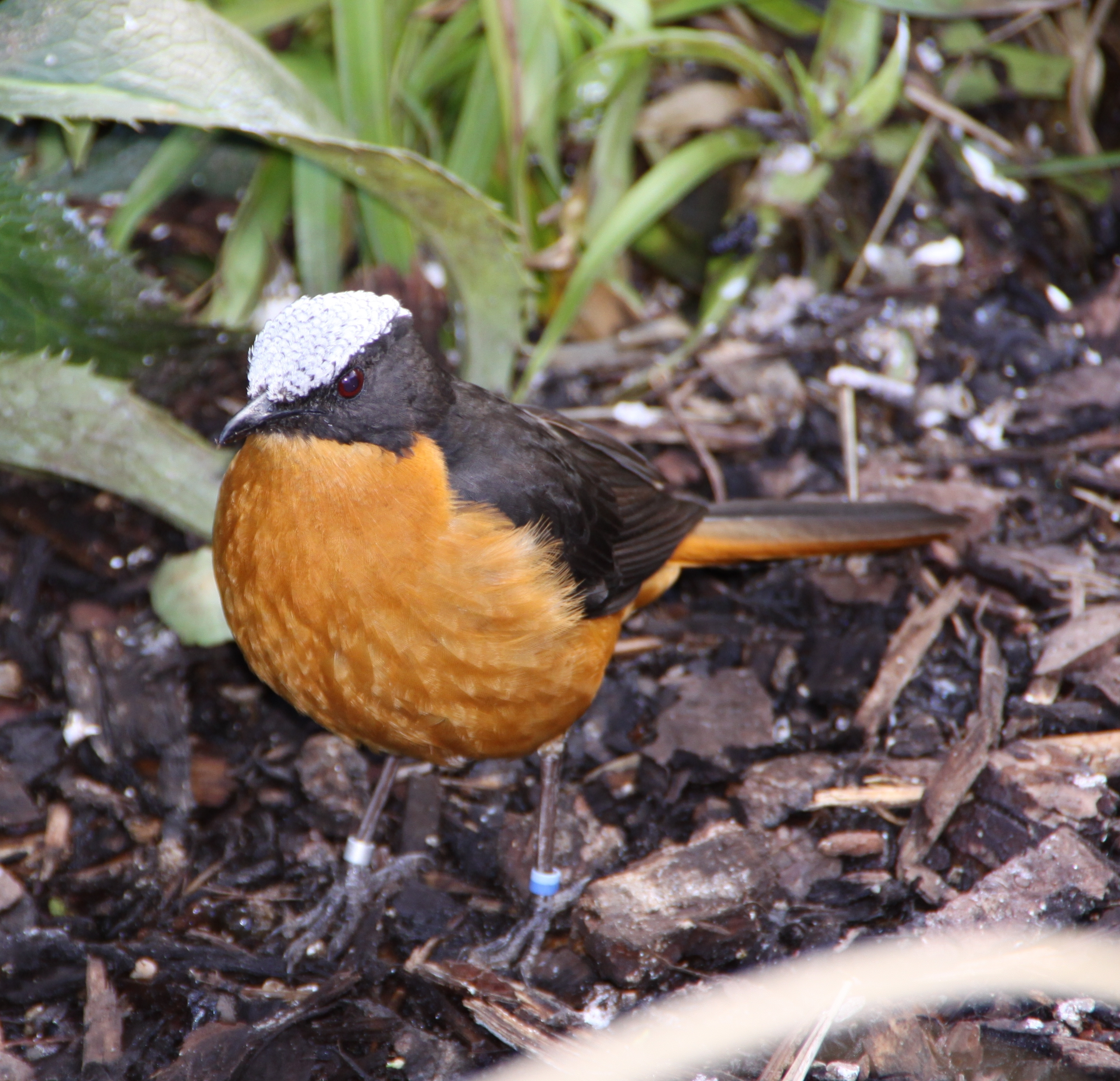
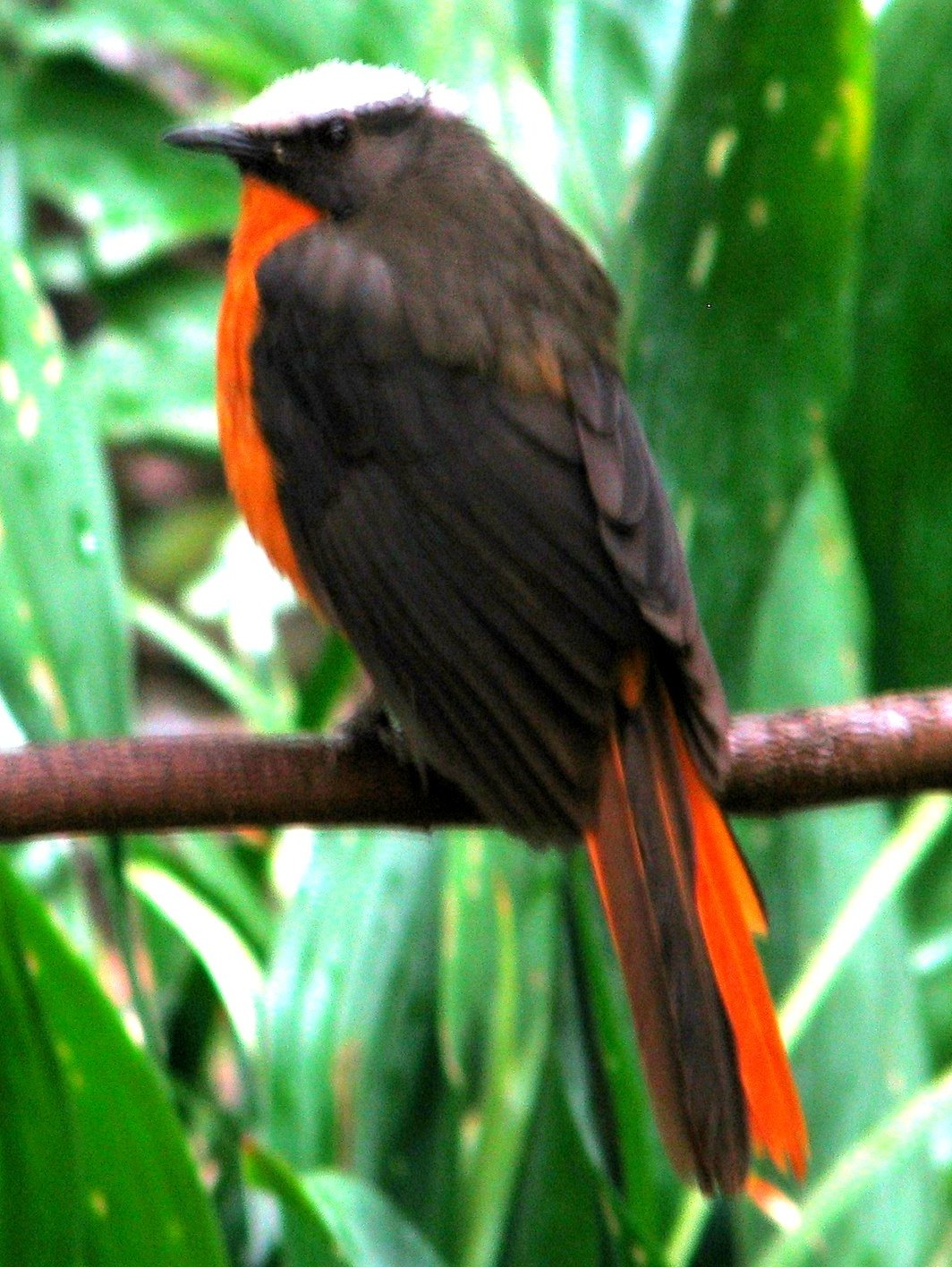